# Rudolf Hess
Walter Richard Rudolf Hess (Heß în germană) (26 aprilie 1894 – 17 august 1987) a fost o figură proeminentă în cadrul Germaniei Naziste, adjunctul lui Adolf Hitler în cadrul Partidului Național-Socialist. La 10 mai 1941, în ajunul războiului cu Uniunea Sovietică, a zburat singur spre Scoția, cu scopul de a negocia pacea cu Regatul Unit, dar a fost arestat. A fost judecat la Nürnberg și condamnat la închisoare pe viață la Spandau (Berlin), unde a murit în 1987, mulți consideră prin suicid. 
Încercarea lui aparent bizară de a negocia pacea și încarcerarea pe viață care a rezultat, au dat naștere la diverse teorii privind motivația sa de a zbura spre Scoția, precum și teorii ale conspirației privind faptul că a rămas singurul închis la Spandau, mult timp după ce toți ceilalți deținuți fuseseră eliberați. Se dispută de asemenea cauza morții sale. Pe 27 și 28 septembrie 2007, numeroase emisiuni de știri britanice au prezentat descrieri ale tratamentului brutal la care a fost supus Hess de către sovietici, cu toate că alți Aliați au încercat să-i ofere un tratament uman în anii de după al doilea război mondial, și în ultimii ani de viață
.
Rudolf Hess a murit la 17 august 1987, din motive necunoscute, în închisoarea Spandau din Berlin (el a fost ultimul prizonier al închisorii care, după moartea sa, a fost demolată).
Hess a devenit obiect de venerație printre neonaziști. Mormântul lui din orașul Wunsiedel (landul Bavaria, Germania) a devenit loc de pelerinaj pentru aceștia, fapt pentru care administrația locală a desființat mormântul la data de 21 iulie 2011. Osemintele lui și ale soției sale au fost incinerate și transportate la un loc necunoscut.